# Schnarrtanne
Schnarrtanne ist ein Ort im sächsischen Vogtlandkreis, der gemeinsam mit Vogelsgrün seit der Eingemeindung 1994 die Ortschaft Schnarrtanne innerhalb der Stadt Auerbach/Vogtl. bildet. Schnarrtanne ist ein staatlich anerkannter Erholungsort.

## Lage
Schnarrtanne liegt nordöstlich von Auerbach an der Ostgrenze des Vogtlandes. Der Ort grenzt direkt an Rützengrün, Brunn, Vogelsgrün, Wernesgrün und die Gemeinde Schönheide und ist von diesen Orten sowie auch von Auerbach selbst auf Straßen erreichbar. Ein Bahnanschluss besteht nicht. Schnarrtanne liegt auf etwa 672 m ü. NN.
Schnarrtanne ist eine 220 ha große Streusiedlung in Parzellenflur.

## Geschichte

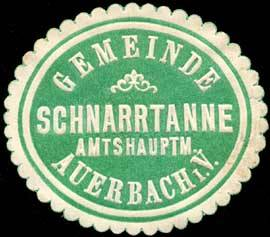
Siegelmarke der Gemeinde Schnarrtanne

Der Ortsname leitet sich vermutlich von „Schnarre“ (fnhd. Misteldrossel) und Tanne ab. Die erste Besiedlung geht auf Bergleute zurück, deren Begehren sich auf Silber- und Zinnerze richtete. Infolge des Dreißigjährigen Krieges endete hier der Bergbau und die Einwohner fanden zwangsläufig ihre Erwerbsgrundlage in der Wald- und Viehwirtschaft. In diesen Kriegsjahren fielen schwedische Söldner in die Ortslage ein und plünderten das Eigentum der Bewohner.
In Schnarrtanne bestanden zur DDR-Zeit das Ferienheim des Reichsbahnausbesserungswerks „7. Oktober“ Zwickau, das Betriebsferienlager „Rolf Weinbrecht“  und das Gardelko-Ferienheim in der im Jahr 2014 abgerissenen Gastwirtschaft „Goldene Höhe“.

### Verwaltungsgeschichte
Schnarrtanne ist erstmals 1551 als Schnarrtann erwähnt. Weitere frühe Namensnennungen sind uf der Schnarthann (1558), Schnarrdanne (1563), uf die Schnardan (1633) und Schnarrtanne (1768 und 1791 bis heute). In seinem Kartenwerk vom Anfang des 18. Jahrhunderts verwendet Adam Friedrich Zürner die Bezeichnung „Schnardan“.
Der Ort gehörte von 1606 bis 1855 zum Amt Plauen und ab 1856 zunächst für 19 Jahre zum Gerichtsamt Auerbach und danach bis 1995 zur Amtshauptmannschaft Auerbach und zum Kreis bzw. Landkreis Auerbach. Seit 1996 ist der Ort Bestandteil des Vogtlandkreises.
1586 war Schnarrtanne dem Rittergut Göltzsch zugehörig. Für 1764 sind die Rittergüter Sorga, Rützengrün und Auerbach als Grundherrschaft bekannt. Die Ortschaft gehört kirchenrechtlich seit 1578 zu Auerbach.
Die frühere Landgemeinde hat 1950 den Kurort Vogelsgrün eingemeindet und wurde 1994 Ortsteil der Stadt Auerbach. Schon 1962 wurde Schnarrtanne staatlich anerkannter Erholungsort.

### Politik
Die Ortschaft hat einen von den Bürgerinnen und Bürgern bei der Kommunalwahl am 26. Mai 2019 gewählten Ortschaftsrat mit sieben männlichen Mitgliedern. Die CDU erreichte dabei 6 Sitze und der Feuerwehrverein Vogelgrün e. V. 2 Sitze. Ortsvorsteher ist Udo Löschner. Er kandidierte auf der Liste der CDU.

### Bevölkerung
| Jahr                                                                    | 1834 | 1871 | 1890 | 1910 | 1925 | 1939 | 1946 | 1950 | 1964 | 1971 | 1989 | 2011 |
| ----------------------------------------------------------------------- | ---- | ---- | ---- | ---- | ---- | ---- | ---- | ---- | ---- | ---- | ---- | ---- |
| Bevölkerung                                                             | 501  | 606  | 597  | 873  | 933  | 944  | 887  | 1618 | 1385 | 1339 | 1267 | 920  |
| Anmerkung: Die Zahl steigt 1950 aufgrund der Eingemeindung Vogelsgrüns. |      |      |      |      |      |      |      |      |      |      |      |      |

Für 1596 sind 9 besessene Mann, für 1764 16 besessene Mann, 1 Gärtner, 7 Häusler und 3 Hufen je 30 Scheffel belegt. 1925 waren 907 Einwohner evangelisch-lutherisch und 3 römisch-katholisch. 1661 soll es 125 Einwohner gegeben haben. 1910 war Schnarrtanne unter den 69 Kommunen der Amtshauptmannschaft Auerbach auf Rang 34 der Einwohnerstatistik.

## Kirchen
Am Steinschalweg liegt eine evangelisch-methodistische Kapelle. Die evangelisch-lutherische Kirche an der Hauptstraße entstand 1926. Als ein einziges Gebäude für Kirche, Pfarramt mit Wohn- und Gemeinderäumen, zusammengefasst in einem Gemeindezentrum, steht es unter Denkmalschutz. Als Paul-Gerhardt-Kirche trägt sie Namen des Liederdichters des 17. Jahrhunderts. Die drei Glocken wurden im Jahr 1926 gegossen. Mit 450 Gläubigen (2020) ist die Paul-Gerhardt-Kirchgemeinde Schnarrtanne-Vogelsgrün eine der kleinsten selbstständigen Kirchgemeinden. Die Kirche hat um 100 Sitzplätze. Im Jahr 2013 wurde das Geläut erneuert.

## Hahnenhäuser

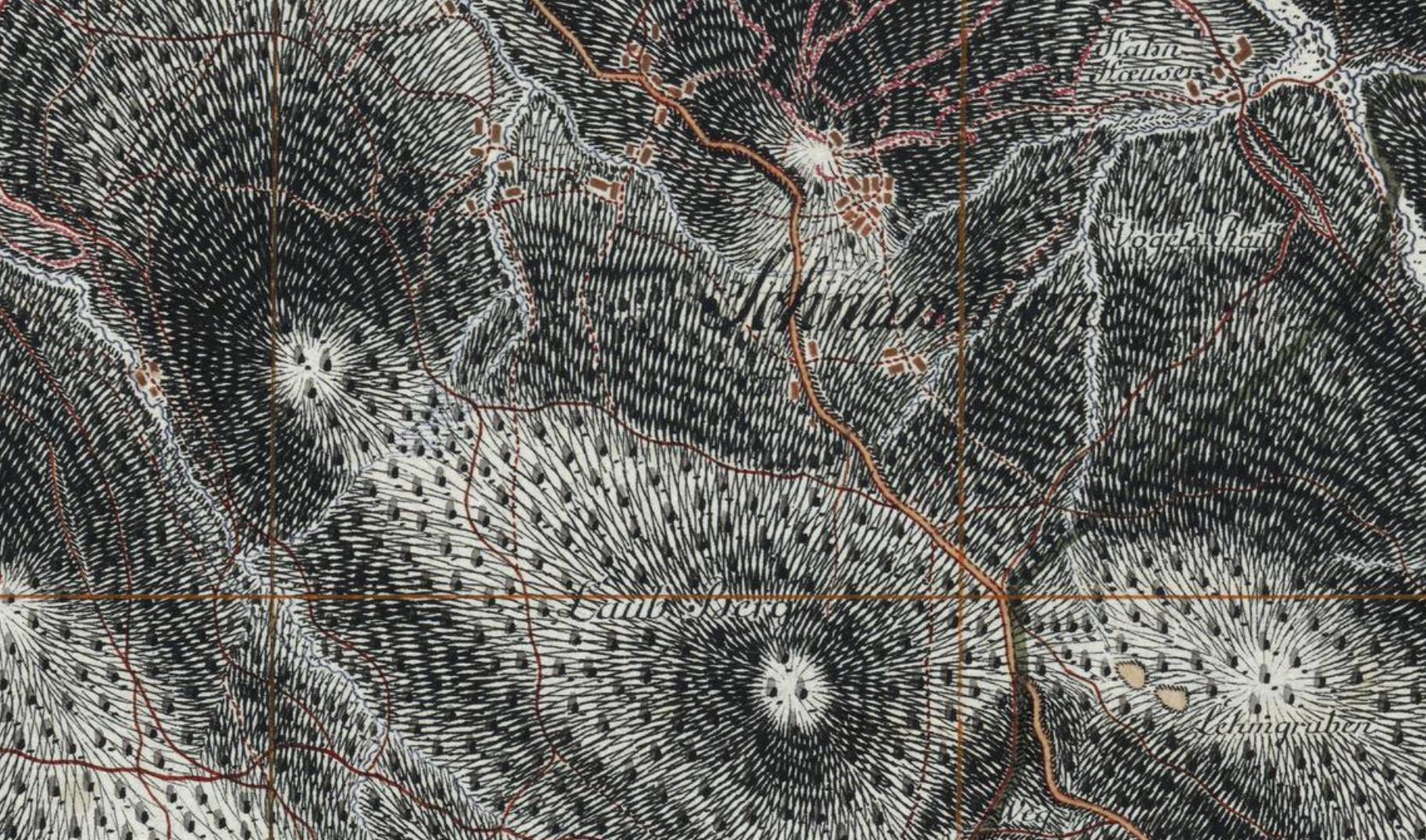
Die Hahnenhäuser in einer Landkarte von 1791

Die Hahnenhäuser sind einige nicht an das asphaltierte Straßennetz angeschlossene Häuser nordöstlich von Schnarrtanne, die über den Hahnenhausweg von der K 7826 nur über Rützengrüner Flur erreichbar sind. Die Häusergruppe wird noch heute bewohnt.
Sie gelangten zu größerer regionaler Bekanntheit, da nach dem Tod Gustav Adolfs von Schweden 1632 schwedische Verbände während des Dreißigjährigen Krieges durch die Region plünderten. Einige Anwohner Schnarrtannes hatten sich in dem abgelegenen Talgrund versteckt. Als die Schweden ein verlassenes Schnarrtanne vorfanden, vermuteten sie ein Versteck im Wald und ahmten das Krähen eines Hahnes nach. Daraufhin antwortete ein Hahn von der Häusergruppe und das Hahnenhaus wurde anschließend in Brand gesteckt.

## Belege
1. ↑  Beschreibung auf Vogtland-Tourismus.de, Abruf am 6. Dezember 2022
2. 1 2 3 4  Schnarrtanne – HOV | ISGV. Abgerufen am 4. Dezember 2022.
3. 1 2  Schnarrtanne. Abgerufen am 4. Dezember 2022.
4. 1 2  Das östliche Vogtland (= Werte der deutschen Heimat. Band 59). 1. Auflage. Verlag Hermann Böhlaus Nachfolger, Weimar 1998, ISBN 3-7400-0938-1, S. 130–131.
5. ↑  Ernst Eichler, Volkmar Hellfritzsch, Johannes Richter: Die Ortsnamen des sächsischen Vogtlandes. 1. Das Namenbuch. (= Vogtlandmuseum Plauen, Schriftenreihe 50), Plauen 1983, S. 74.
6. ↑  Adam Friedrich Zürner: Atlas Augusteus Saxonicus (Exemplar A), Karte vom Erzgebirgischen Kreis, 1711-1742, Beschreibung: XVIII, General-Charte von Gebürgischen Creisse. Des Churfürstenthums Sachsen Ertzgebürgischer Creis, worinnen enthalten die Aemter […], Datierung: 1711–1742. Link zur Karte in der Staats- und Universitätsbibliothek Dresden
7. ↑  Bericht mit Foto auf der offiziellen Webseite Schnarrtanne-Vogelgrün.de, Abruf am 6. Dezember 2022
8. 1 2  Amtliche Bekanntmachung des Wahlergebnisses durch die Stadt Auerbach, Abruf am 6. Dezember 2022
9. ↑  Beschreibung mit Foto auf der offiziellen Webseite Schnarrtanne-Vogelgrün.de, Abruf am 6. Dezember 2022
10. ↑  1834 bis 1989, aber ohne 1950:Das östliche Vogtland (= Werte der deutschen Heimat. Band 59). 1. Auflage. Verlag Hermann Böhlaus Nachfolger, Weimar 1998, ISBN 3-7400-0938-1, S. 248.
11. ↑  Angaben für 2011 bei Citypopulation.de, Abruf am 7. Dezember 2022
12. ↑  Willkommen bei Gemeindeverzeichnis.de. Abgerufen am 3. September 2023.
13. ↑  Erwähnung bei Schnarrtanne-Vogelgrün.de, Abruf am 6. Dezember 2022
14. ↑  Fotos von 2013 mit dem neuen Geläut, Abruf am 6. Dezember 2022
15. ↑  Bericht auf Schnarrtanne-Vogelsgrün.de, Abruf am 6. Dezember 2022
16. ↑  Widmung eines beschränkt-öffentlichen Feld- und Waldweges als Eigentümerweg durch die Stadt Rodewisch vom 23. Juni 2023, wirksam ab dem 1. August 2023. Veröffentlichung im Amtsblatt der Stadt Rodewisch Nr. 06/2023
17. ↑  Hahnenhäuser Schnarrtanne. Abgerufen am 4. Dezember 2022.